# Идей (аэропорт)
Идей (англ. Eday Airport, гэльск. Port-adhair Aidee) (ИАТА: EOI, ИКАО: EGED) — аэропорт, находится на острове Идей, Оркнейские острова, Шотландия. Расположен недалеко от бухты Лондон, поэтому имеет местное название Лондонский аэропорт.
Аэродром Идей имеет обычную лицензию (номер P573), которая разрешает пассажироперевозки и обучение полётам по патенту Совета Оркнейских островов. Аэродром не лицензирован для эксплуатации ночью.

## Авиакомпании и назначения
- Loganair (Керкуолл, Норт-Роналдсей)